# Bambini in città
Pour plus de détails, voir Fiche technique et Distribution.
Bambini in città est un court métrage documentaire italien réalisé par Luigi Comencini et sorti en 1946.

## Fiche technique
- Titre italien original : Bambini in città[1] (litt. « La Ville aux enfants »[2])
- Réalisation et scénario : Luigi Comencini
- Photographie : Pino Novelli
- Production : Matteo Pavesi
- Société de production : Fondazione Cineteca Italiana
- Pays de production :  Italie
- Langues originales : italien
- Format : Noir et blanc - 1,37:1 - Son mono - 35 mm
- Durée : 12 minutes
- Genre : Documentaire
- Dates de sortie :
  - France : septembre 1946 (Festival de Cannes 1946)[2]
  - Italie : septembre 1946 (Mostra de Venise 1946)

## Distinction
- 1947 - Ruban d'argent
  - Meilleur documentaire[3]